# 척 포터 (야구인)
찰스 윌리엄 포터(영어: Charles William Porter, 1955년 1월 12일~)는 미국의 프로 야구 선수이다. 1961년부터 1965년까지 메이저 리그 베이스볼(MLB)의 밀워키 브루어스에서 투수로 뛰었다. 프로 데뷔 전인 1976년에 클렘슨 대학교 야구팀인 클렘슨 타이거스 베이스볼에서 뛰면서 ACC 올해의 선수에 선정되었다. 1984년 5월 9일에는 전날에 시작되어 메이저 리그 역사상 가장 오랜 시간 치러진 경기에서 시카고 화이트삭스 해럴드 베인스를 상대로 끝내기 홈런을 허용했다.